# 浦野川
浦野川（うらのがわ）は、長野県小県郡青木村および同県上田市を流れる信濃川水系の一級河川。

## 地理
青木峠（国道143号・明通トンネル付近）を源流とする弘法川と、修那羅峠付近を源流として丸子信州新線沿いに流れる修那羅川（弘法川との合流直前に田沢川と合流する）が青木村大字田沢（「川久保橋」付近）で合流し、浦野川となる。後に青木村立青木小学校付近で、青木村の滝山を水源とする奈良本川（沓掛川）が合流し、東流して湯川、産川などの支流を合わせ、上田市小泉で千曲川に合流する。
古代東山道は錦織駅から保福寺峠を越え、浦野駅から当河川に沿って亘理駅に至ったと推定される。